# Emelie Petz
Emelie Petz (* 24. März  2003 in Allmersbach im Tal) ist eine ehemalige deutsche Turnerin.

## Werdegang
Emelie Petz machte als Nachwuchsturnerin auf sich aufmerksam. Zwischen 2015 und 2018 holte sie insgesamt 15 Deutsche-Junioren-Meisterschaften. Bei den Jugendmeisterschaften 2017 in Berlin und 2018 in Unterhaching dominierte sie mit Gold in jeweils fünf Disziplinen.
2019 nahm sie als 16-Jährige erstmals bei den Turn-Weltmeisterschaften der Erwachsenen teil. Dort zeigte sie zum ersten Mal den nach ihr benannten Petz-Abgang am Stufenbarren.
Aufgrund einer Achillessehnenverletzung beendete sie im Dezember 2023 im Alter von 20 Jahren ihre Karriere im Leistungssport.

## Erfolge
- 2019 Deutsche Meisterschaften: Silber am Sprung und am Schwebebalken; Bronze am Stufenbarren.[1]

| Jahr | Turnier                | Team | AA   | Sprung (Gerätturnen) | Stufenbarren | Schwebebalken | Bodenturnen |
| ---- | ---------------------- | ---- | ---- | -------------------- | ------------ | ------------- | ----------- |
| 2019 | DTB Team Challenge     | 5    |      |                      |              |               |             |
| 2019 | National Championships |      | 4    | Silber               | Bronze       | Silber        | 4           |
| 2019 | German World Trials    |      | Gold |                      |              |               |             |
| 2019 | Worms Friendly         | Gold | 4    |                      |              |               |             |